# Фриз

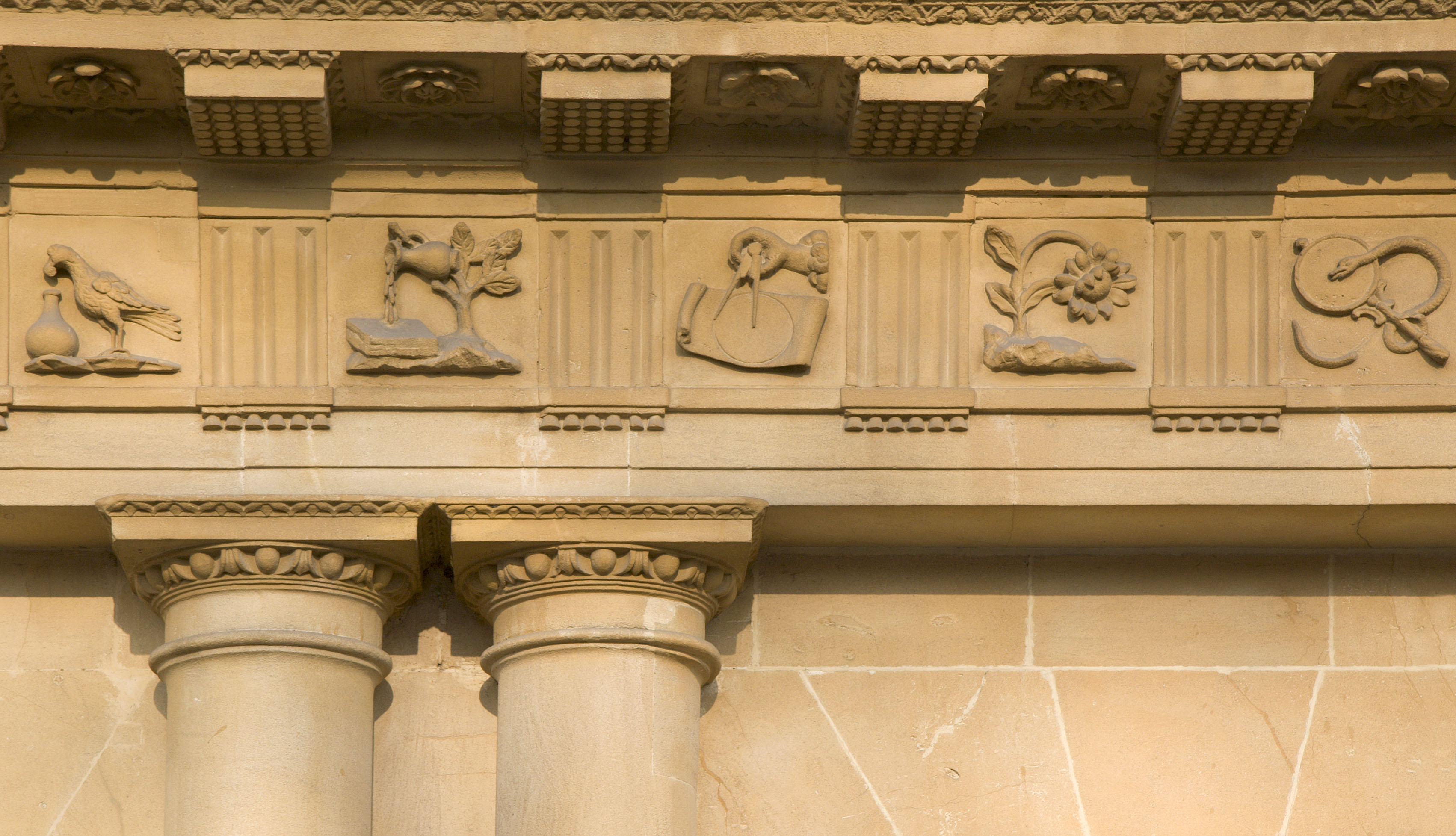
Фриз, Батський цирк

Фриз (фр. frise від лат. phrygium, дос. «прикраса») — назва архітектурного елемента, що походить від назви стародавньої області Фригія. В античній архітектурі фриз також називали зофором (від грец. ζωφόρος, дос. «носій зображень тварин»).

## В архітектурі
Фриз — середня горизонтальна частина антаблемента, що міститься між архітравом і карнизом. У доричному архітектурному ордері фриз членується на метопи і тригліфи; в іонічному і коринфському ордерах фриз — суцільна смуга з рельєфним зображенням.

### В декораціях
Фриз — суцільна декоративна (орнаментна чи однокольорова) смуга, що обрамляє площину підлоги або верх стіни.
Крім того, існують:
- Фриз алмазний — орнаментальна прикраса, виконана у вигляді гранованих кубиків.
- Фриз аркатурний — орнаментальна прикраса, виконана у вигляді багатьох арок.
- Фриз випуклий — у перетині має випуклу форму, внаслідок чого поверхня із скульптурним рельєфом відзначається багатством світлотіні. Бере початок у стародавньому Римі, коли прагнули до пишності і соковитості пластичних форм.
- Фриз городчастий — орнаментована стрічка, нижня частина якої вирішена у вигляді висячих зубців таким чином, що вони вписуються між однаковими рівнобедреними трикутниками, якщо їх умовно накреслити на поверхні стіни.

## Виступ
Фриз — виступ на верхній або нижній частині столярного виробу.

## Галерея

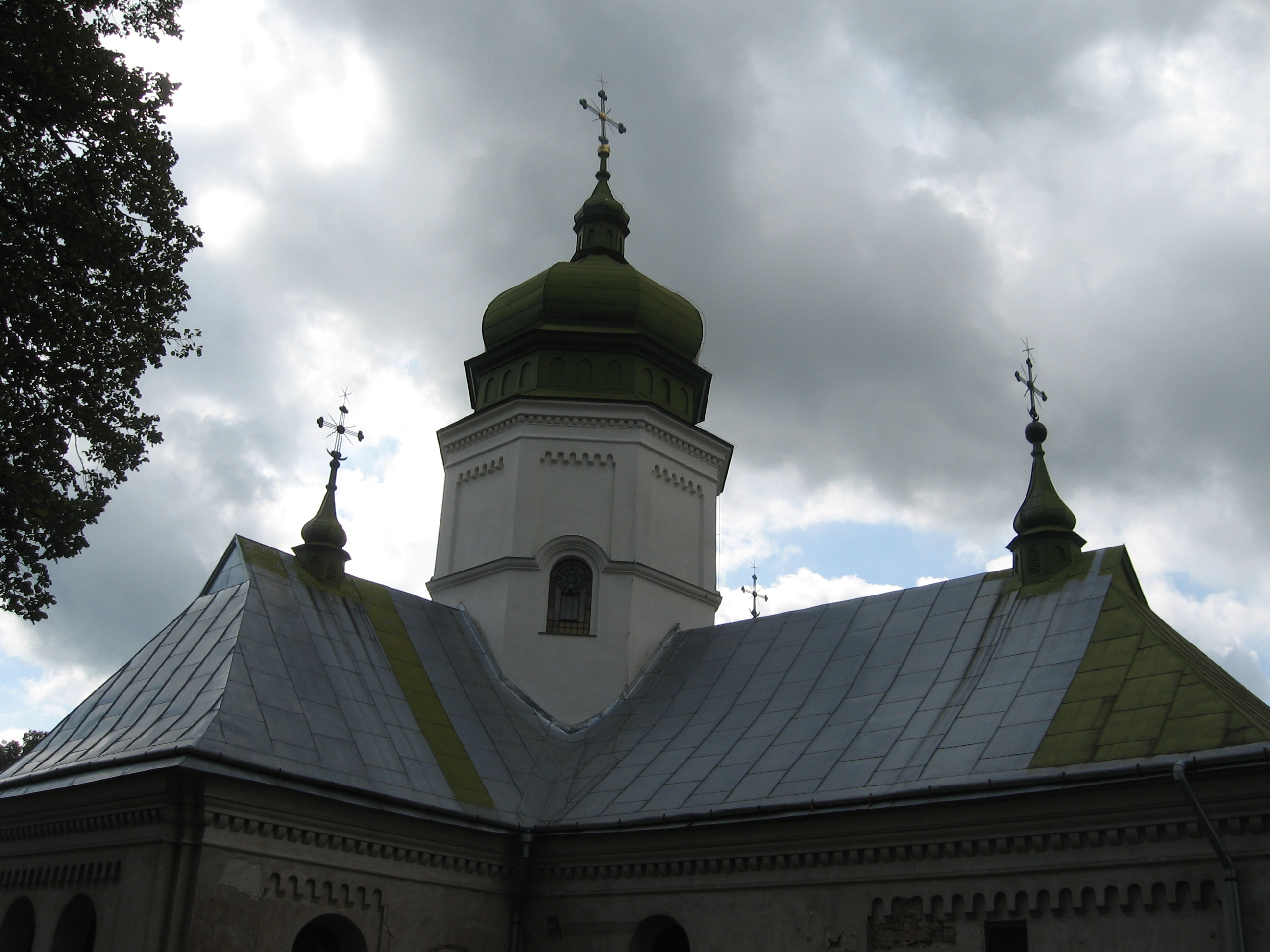
Аркатурний фриз монастирської церкви (Лаврів)
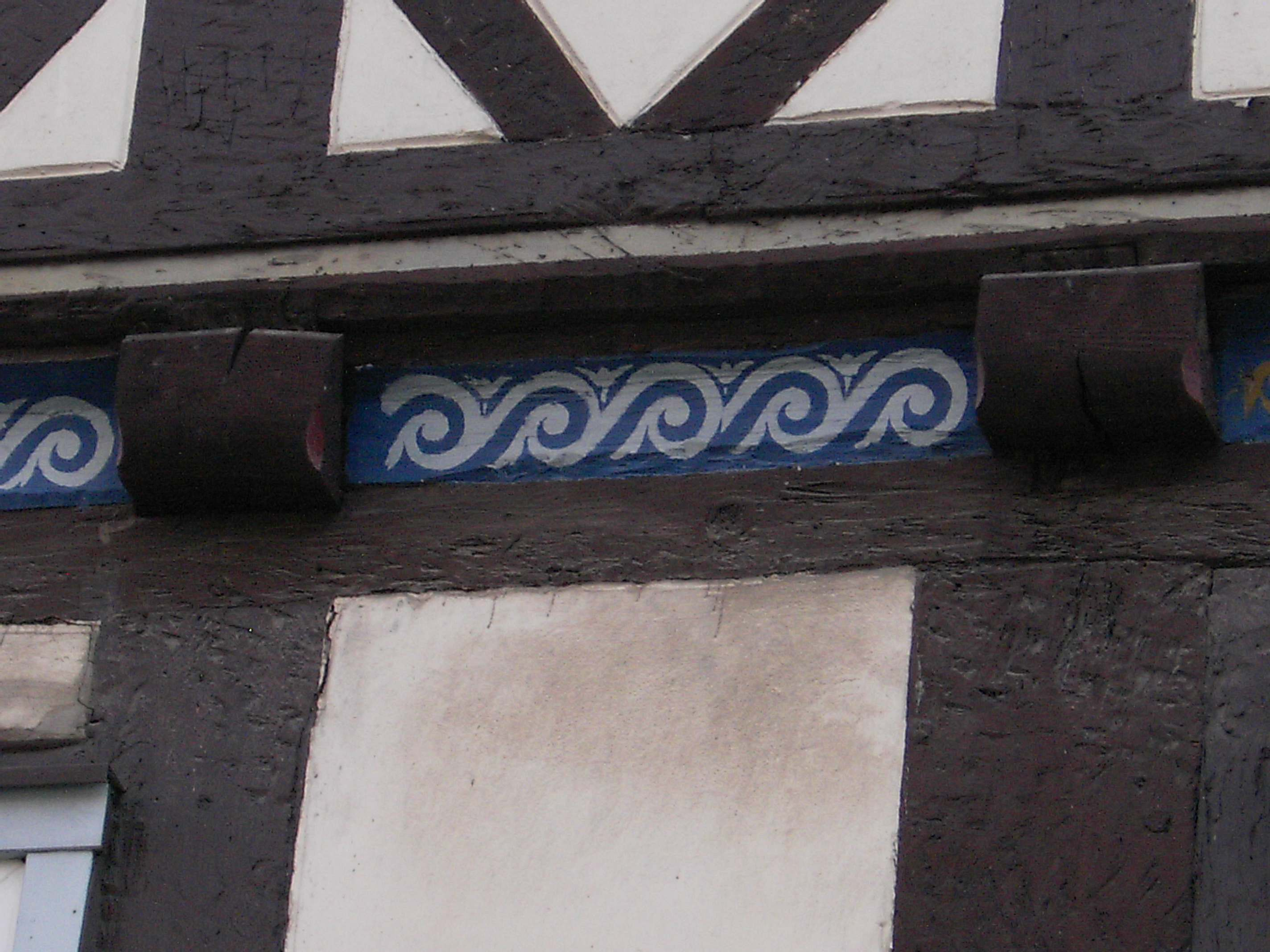
Мальований фриз фахверкового будинку. Ганноверш-Мюнден, Німеччина
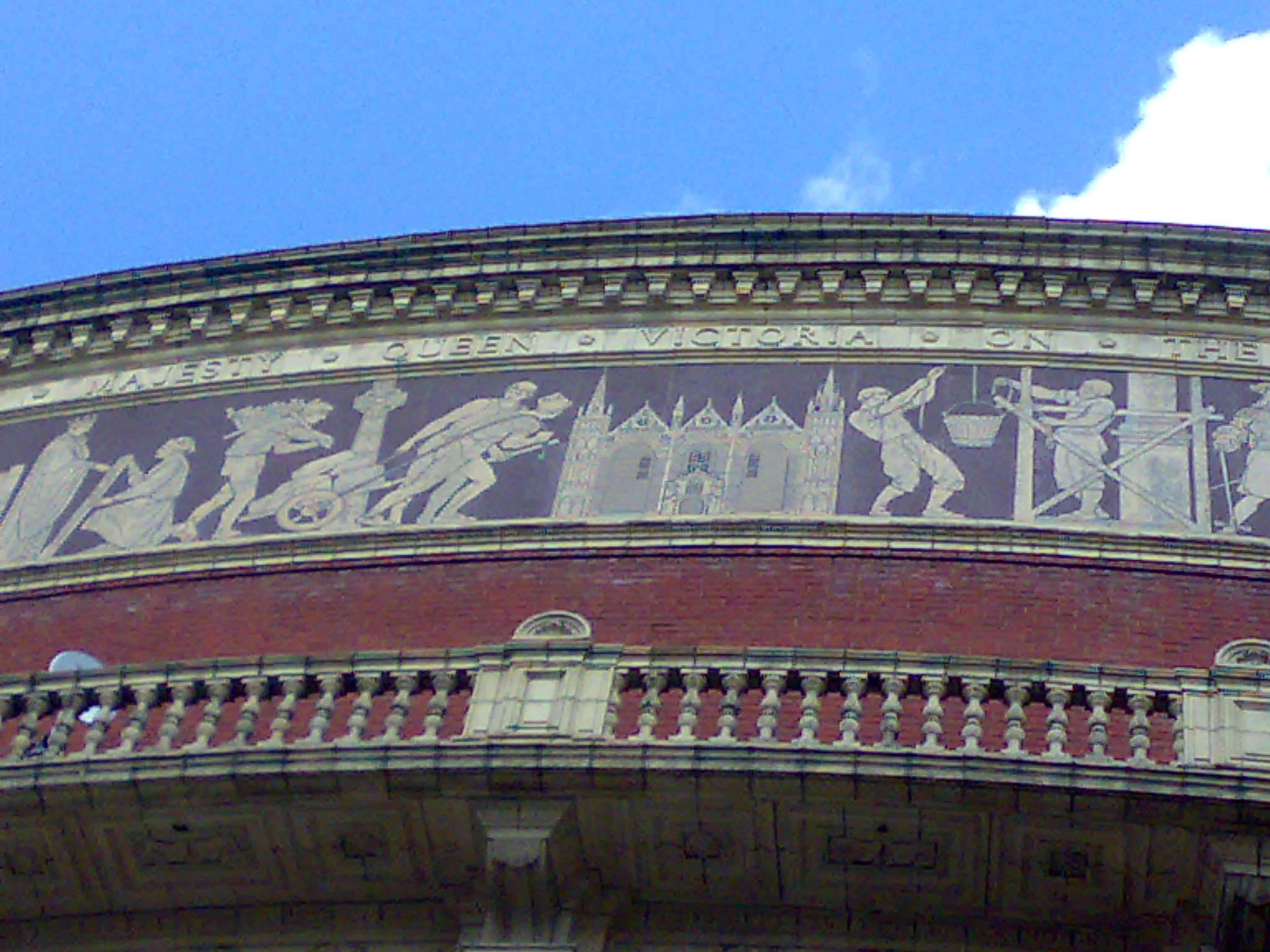
Теракотовий фриз собору в Пітерборо
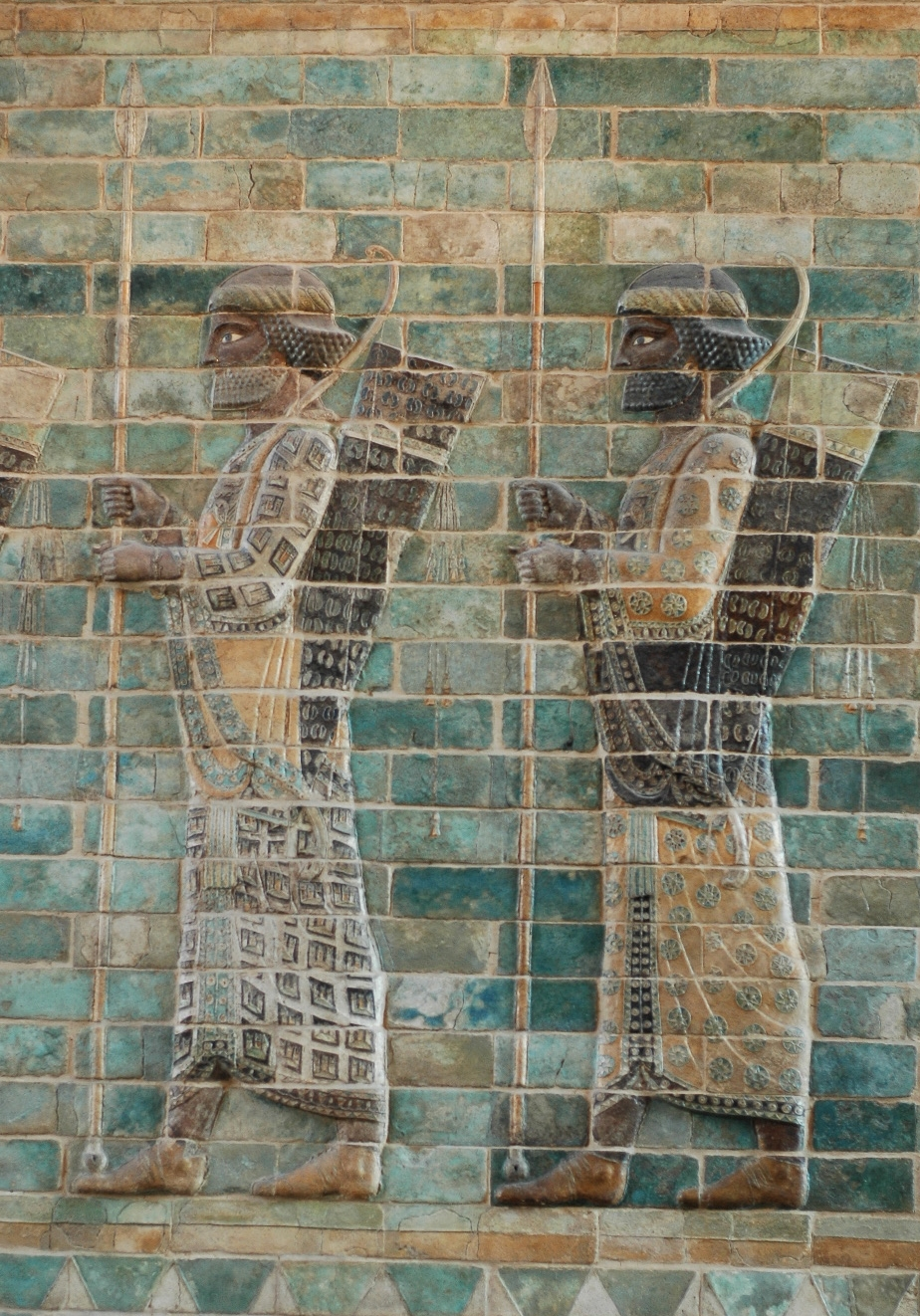
Фриз зі зображенням воїнів з палацу Дарія в Сузах